# RhB G 3/4
Les G 3/4 (G 3 jusqu'en 1902) sont une série de Locomotives à vapeur légères, construites pour le chemin de fer Landquart-Davos (LD), puis intégrées au parc des RhB. La série de 16 machines de type 130 T est divisée en cinq tranches, qui diffèrent légèrement par certaines de leurs dimensions.

## Histoire
Les cinq premiers exemplaires furent livrés en 1889 par la SLM Winterthur pour l'ouverture de la ligne Landquart-Davos. Ces machines à vapeur saturée étaient d'un type précédemment construit par la SLM pour les chemins de fer de Sardaigne. Elles assurèrent d'abord l'ensemble du service sur la ligne, ce qui posait des problèmes dans les rampes entre Klosters et Davos. Dès 1891, deux locomotives Mallet du type G 2×2/2 remplacèrent les G 3/4 sur les services les plus difficiles.
L'ouverture de la ligne Landquart-Thusis en 1896 donna lieu à la construction de trois autres G 3/4 numérotées 6 à 8. Par rapport aux précédentes, ces machines étaient renforcées et disposaient de plus grandes réserves d'eau et de charbon. Huit autres locomotives suivirent, livrées en trois tranches de 1901 à 1908 avec les numéros 9 à 14. Elles aussi étaient améliorées et agrandies par rapport aux précédentes, augmentant de 4 tonnes la masse à vide par rapport à la première tranche. Les G 3/4 ont assuré des trains de voyageurs et de marchandises légers ainsi que des trains de travaux.
L'électrification intégrale du réseau entre 1913 et 1922 rendit superflues les locomotives à vapeur. Les G 3/4 n° 3 à 5 furent vendues au Luxembourg en 1917. La n° 6 partit au Brésil en 1923, les n° 7 et 8 furent envoyées la même année au chemin de fer de Centovalli dans le Tessin, où elles furent utilisées pour les trains de travaux. La machine n°12 fut vendu à une aciérie à Sagunt, elle y était encore en service dans les années 1970. Les n°15 et 16 furent envoyées en 1924 au chemin de fer de Brünig, suivies en 1926 par les 9 et 10. Les CFF équipèrent leurs machines de la surchauffe. La n°2 fut Démolie en 1925, la n°1 réformée en 1928 et mise en réserve pour un futur musée ferroviaire suisse. Les machines restantes, 11, 13 et 14 furent utilisées pour le service des manœuvres et comme réserve en cas de panne de courant.
La G 3/4 n°13 fut détruite en 1950. La n°1 fut envoyée en 1970 au Chemin de fer-musée Blonay-Chamby, après avoir été garée à différents endroits faute de place au musée des transports. La 14 fut vendue en 1972 au chemins de fer de l'Appenzell, et la n°11 fut prise en charge en 1977 par le groupe Modelleisenbahnfreunde Eiger à Zweilütschinen, qui la fait circuler sur le Berner Oberland-Bahn et la ligne de Brünig.

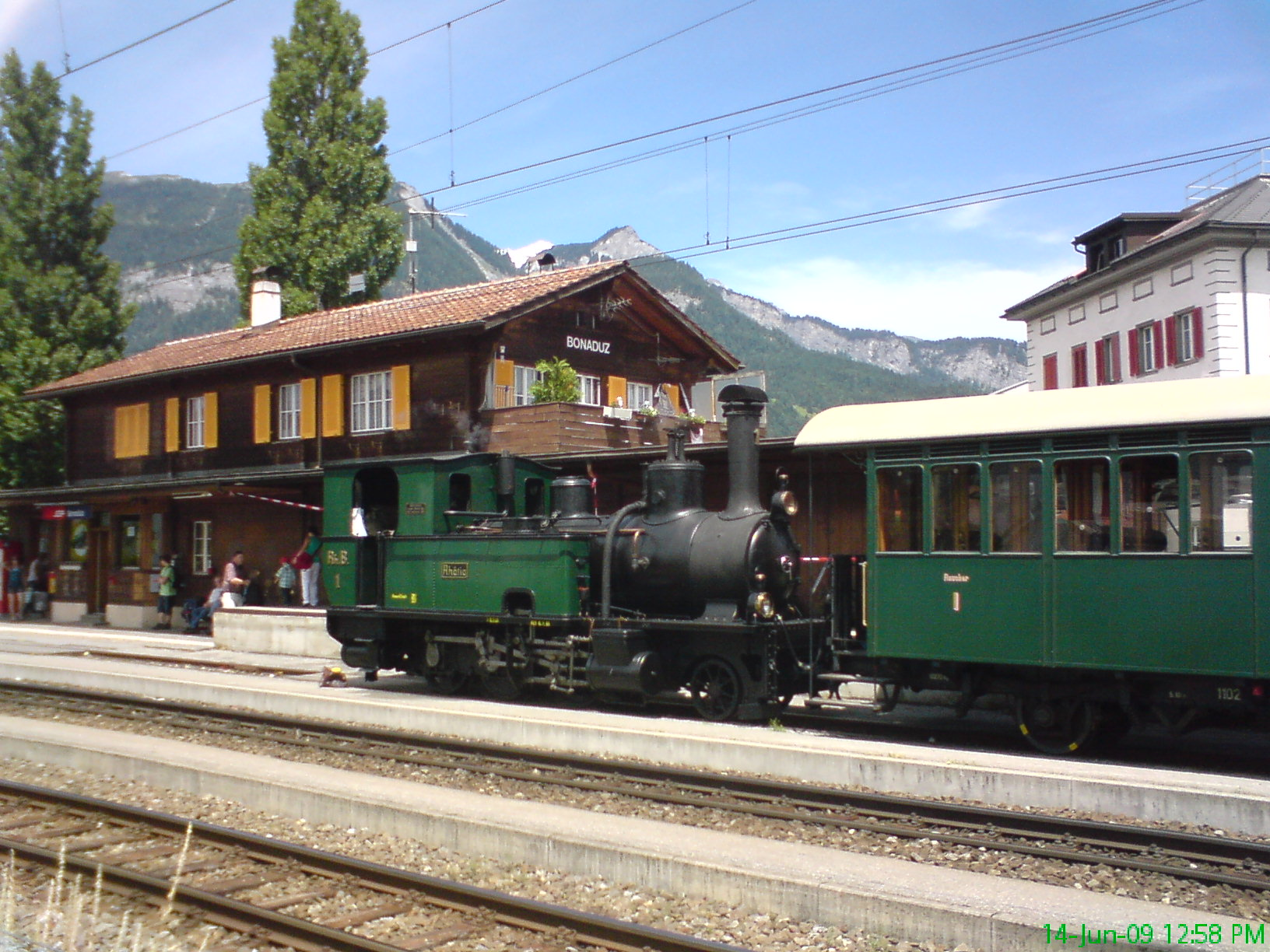
La G 3/4 n°1 en 2009 à Bonaduz

En prévision du centième anniversaire des RhB, la n°1 revint sur le réseau en 1988 pour y être remise en état de marche. Elle est depuis utilisée avec les G 4/5 n°107 et 108 pour remorquer les trains spéciaux. La n°11 est revenue en 1999 dans les Grisons, elle n'était plus en service depuis 1990 en raison d'un problème de chaudière. Cette machine porte officieusement le nom Heidi depuis sa participation au tournage d'un film homonyme en 1952. Elle a été révisée en 2014 par le Club 1889 et la Dampflokomotiv- und Maschinenfabrik DLM, les pistons et tiges de pistons ont été remplacés. et une nouvelle chaudière avec surchauffeurs et chauffe au fioul a été installée. Ce mode de chauffe permet, en supprimant la production d'escarbilles, de circuler même en cas de risque d'incendie de forêt. Chaque train des RhB chauffé au charbon doit être suivi d'un véhicule de lutte contre le feu, ce n'est pas le cas des trains chauffés au fioul.
Un nouveau règlement de l'OFT stipule que les locomotives doivent être équipées d'un dispositif coupant l'arrivée de fioul si la flamme s'éteint. Ce règlement vient du fait que les chaudières fixes fonctionnent sans surveillance, ce qui n'est pas le cas des locomotives qui embarquent toujours un mécanicien et un chauffeur. La n°11 n'est pas autorisée à circuler actuellement.
Les G 3/4 à vapeur saturée développent un effort de traction de 3300 kg et une puissance de 250 ch à 20 km/h. Avec la surchauffe ces valeurs passent à 4000 kg et 300 ch.

## Liste des G 3/4
| Numéro | Mise en service | Numéro SLM | Nom       | réforme | État |
| ------ | --------------- | ---------- | --------- | ------- | --- |
| 1      | 08.07.1889      | 577        | Rhätia    | 1928    | 1970 : au Blonay-Chamby, 1988 : retour aux RhB, en état de marche |
| 2      | 05.08.1889      | 578        | Prättigau | 1925    | Démolie |
| 3      | 16.08.1889      | 579        | Davos     | 1917    | Vendue au chemin de fer Prinz-Heinrich, Luxembourg (N°53), 1943 : DR 99 271, 1945 : CFL 351, Démolie en 1954 |
| 4      | 10.10.1889      | 580        | Flüela    | 1917    | Vendue au chemin de fer Prinz-Heinrich (n°54), 1943 : DR 99 272, 1945 : CFL 352, Démolie en 1954 |
| 5      | 13.10.1889      | 581        | Engadin   | 1917    | Vendue au chemin de fer Prinz-Heinrich (n°55), 1943 : DR 99 273, 1945 : CFL 353, Démolie en 1954 |
| 6      | 05.03.1896      | 960        | Landquart | 1923    | Vendue en 1923 aux chemins de fer brésiliens |
| 7      | 19.03.1896      | 961        | Chur      | 1923    | Vendue en 1923 au chemin de fer de Centovalli, Démolie en 1943 |
| 8      | 01.04.1896      | 962        | Thusis    | 1923    | Vendue en 1923 au chemin de fer de Centovalli, Démolie en 1943 |
| 9      | 10.06.1901      | 1369       | -         | 1926    | Vendue en 1926 au chemin de fer de Brünig (n°217), Démolie en 1941 |
| 10     | 25.06.1901      | 1370       | -         | 1926    | Vendue en 1926 au chemin de fer de Brünig (n°218), Démolie en 1942 |
| 11     | 08.01.1903      | 1476       | -         | 1977    | Heidi, 1977 : Modellbahnfreunde Eiger, 1999 : Club 1889, 2014 : en révision à Samedan |
| 12     | 23.01.1903      | 1477       | -         | 1923    | Vendue en 1923 à l'aciérie de Sagunt, Espagne (n°207, „Algimia“), Démolie vers 1970 |
| 13     | 02.02.1903      | 1478       | -         | 1950    | Démolie |
| 14     | 06.02.1903      | 1479       | -         | 1972    | Transférée en 1972 au chemin de fer de l'Appenzell. En 2019,elle a été récupéré par l'association "La Traction" après la dissolution de l'association "Dampfloki-Verein Appenzeller Bahnen" (G 3/4 14 "Madlaina") |
| 15     | 31.07.1908      | 1910       | -         | 1924    | Vendue en 1924 au chemin de fer de Brünig (n°215), Démolie en 1942 |
| 16     | 31.07.1908      | 1911       | -         | 1924    | Vendue en 1924 au chemin de fer de Brünig (n°216), Démolie en 1942 |